# Sapore di miele
Sapore di miele (A Taste of Honey) è un film britannico del 1961 diretto da Tony Richardson. 
Il film è tratto dall'omonima pièce teatrale di Shelagh Delaney, adattata per il cinema dall'autrice stessa insieme al regista, che aveva già diretto la produzione teatrale.

## Trama
Jo è una studentessa di 17 anni con una madre egocentrica, promiscua e alcolizzata, Helen. Le due litigano spesso e raramente rimangono a lungo in una casa, poiché la madre accumula arretrati per l'affitto e viene sfrattata o sceglie di abbandonare la proprietà senza saldare i debiti.
Nella nuova casa Helen non può vivere liberamente la sua vita amorosa e quando incontra Peter che la mette di fronte a una scelta tra lui e la figlia, la donna sceglie l'uomo. 
Helen si risposa e si trasferisce in un bungalow di periferia con Peter e lascia Jo a badare a sé stessa. Rifiutata dalla madre, Jo lascia la scuola, inizia a lavorare in un negozio di scarpe e affitta un alloggio in un vecchio laboratorio. Presto incontra Geof, uno studente buttato fuori dal suo appartamento in affitto perché omosessuale e gli offre ospitalità nel suo bungalow. Quando Jo scopre di essere incinta di Jimmy, Geof la sostiene, offrendosi persino di sposarla, dicendo «Hai bisogno di qualcuno che ti ami mentre cerchi qualcuno da amare». 
Geof rintraccia Helen e le rivela la gravidanza della figlia, Helen quindi offre a Jo la sua casa ma Jo rifiuta. Tuttavia, dopo qualche settimana la madre ritorna, il suo matrimonio è finito, e riesce a mandare via Geoff. 
Nonostante tutto, Jo è favorevole alla permanenza della madre: con il parto imminente si è spaventata e sente il bisogno di compagnia femminile. Accetta a malincuore che sua madre si trasferisca, ma solo sulla base del fatto che Geof rimanga con loro. Mentre Jo dorme, tuttavia, Geof decide che non può più restare nel laboratorio e, con Helen che lo osserva con approvazione, fa le valigie e lascia un biglietto d'addio per Jo. Quando Jo si sveglia, scopre che Geof se n'è andato ed esce nella speranza di prenderlo ma vede solo sua madre, che torna da una rivendita liquori con alcune bottiglie di birra.
Si vede Geof nascondersi nell'ombra sotto le scale. Spera di avere la possibilità di parlare con Jo da solo, ma, vedendo tornare Helen, è mortificato e se ne va.

## Riconoscimenti
Il film stato presentato in concorso al Festival di Cannes 1962, dove Rita Tushingham ha vinto il premio per la miglior interpretazione femminile e Murray Melvin il premio per la miglior interpretazione maschile.
Ha vinto quattro Premi BAFTA: miglior film, miglior attrice (Dora Bryan), migliore sceneggiatura, miglior attrice debuttante (Rita Tushingham).
Nel 1962 il National Board of Review of Motion Pictures l'ha inserito nella lista dei migliori dieci film dell'anno.